# 狭叶姬蕨
狭叶姬蕨（学名：Hypolepis tenera）为姬蕨科姬蕨属下的一个种。

## 扩展阅读
- 維基物種上的相關：狭叶姬蕨